# David Burghley
David George Brownlow Cecil, VI marchese di Exeter, noto semplicemente come David Burghley (Stamford, 9 febbraio 1905 – Stamford, 22 ottobre 1981), è stato un ostacolista, dirigente sportivo e nobile britannico, secondo presidente della IAAF dal 1946 al 1976.

## Biografia
Nasce da un'importante famiglia aristocratica britannica e all'età di 23 anni si aggiudica la medaglia d'oro nei 400 metri ostacoli ai Giochi olimpici di Amsterdam 1928, ottenendo l'allora record olimpico di 53"4. Nel 1931 venne eletto membro del Partito Conservatore alla Camera dei comuni nel collegio di Peterborough; rappresentò il collegio fino al 1943.
È stato anche a capo della England's Amateur Athletic Association tra il 1936 e il 1976. Dopo il servizio durante la seconda guerra mondiale, in quanto governatore di Bermuda, Burghley fu parte fondamentale dell'organizzazione dei Giochi olimpici di Londra 1948.
A cavallo tra gli anni 1920 e anni 1930 fu celebre la sua rivalità con l'italiano Luigi Facelli. Tra il 1946 ed il 1976 è stato presidente della IAAF, come successore di Sigfrid Edström.

## Palmarès
| Anno                                  | Manifestazione                | Sede        | Evento         | Risultato  | Prestazione | Note            |
| ------------------------------------- | ----------------------------- | ----------- | -------------- | ---------- | ----------- | --------------- |
| In rappresentanza della Gran Bretagna |                               |             |                |            |             |                 |
| 1924                                  | Giochi olimpici               | Parigi      | 110 m hs       | Batteria   | s/t         |                 |
| 1928                                  | Giochi olimpici               | Amsterdam   | 110 m hs       | Semifinale | 15"0        |                 |
| 1928                                  | Giochi olimpici               | Amsterdam   | 400 m hs       | Oro        | 53"4        | Record olimpico |
| 1932                                  | Giochi olimpici               | Los Angeles | 110 m hs       | 5º         | 14"8        |                 |
| 1932                                  | Giochi olimpici               | Los Angeles | 400 m hs       | 4º         | 52"2        |                 |
| 1932                                  | Giochi olimpici               | Los Angeles | 4 × 400 m      | Argento    | 3'11"2      |                 |
| In rappresentanza dell' Inghilterra   |                               |             |                |            |             |                 |
| 1930                                  | Giochi dell'Impero Britannico | Hamilton    | 120 iarde hs   | Oro        | 14"6        |                 |
| 1930                                  | Giochi dell'Impero Britannico | Hamilton    | 440 iarde hs   | Oro        | 54"4        |                 |
| 1930                                  | Giochi dell'Impero Britannico | Hamilton    | 4×440 iarde hs | Oro        | 3'19"4      |                 |

## Ascendenza
|                                        |                                         |                                        | Genitori                              |  |  | Nonni |  |  | Bisnonni                              |  |  | Trisnonni                             |  |
|                                        |                                         |                                        |                                       |  |  |       |  |  | William Cecil, III marchese di Exeter |  |  | Brownlow Cecil, II marchese di Exeter |  |
|                                        |                                         |                                        |                                       |  |  |       |  |  | William Cecil, III marchese di Exeter |  |  | Brownlow Cecil, II marchese di Exeter |  |
|                                        |                                         | Isabella Poyntz                        |                                       |  |  |       |  |  | William Cecil, III marchese di Exeter |  |  |                                       |  |
| Brownlow Cecil, IV marchese di Exeter  |                                         |                                        |                                       |  |  |       |  |  | William Cecil, III marchese di Exeter |  |  |                                       |  |
|                                        |                                         | lady Georgina Pakenham                 | Thomas Pakenham, II conte di Longford |  |  |       |  |  |                                       |  |  |                                       |  |
|                                        |                                         | lady Georgina Pakenham                 | Thomas Pakenham, II conte di Longford |  |  |       |  |  |                                       |  |  |                                       |  |
|                                        |                                         | lady Georgina Pakenham                 | lady Georgiana Lygon                  |  |  |       |  |  |                                       |  |  |                                       |  |
| William Cecil, V marchese di Exeter    |                                         | lady Georgina Pakenham                 |                                       |  |  |       |  |  |                                       |  |  |                                       |  |
|                                        |                                         | sir Thomas Whichcote, VII baronetto    | sir Thomas Whichcote, VI baronetto    |  |  |       |  |  |                                       |  |  |                                       |  |
|                                        |                                         | sir Thomas Whichcote, VII baronetto    | sir Thomas Whichcote, VI baronetto    |  |  |       |  |  |                                       |  |  |                                       |  |
|                                        |                                         | sir Thomas Whichcote, VII baronetto    | lady Sophia Sherard                   |  |  |       |  |  |                                       |  |  |                                       |  |
| Isabella Whichcote                     |                                         | sir Thomas Whichcote, VII baronetto    |                                       |  |  |       |  |  |                                       |  |  |                                       |  |
|                                        |                                         | Isabella Elizabeth Montgomery          | sir Henry Montgomery, I baronetto     |  |  |       |  |  |                                       |  |  |                                       |  |
|                                        |                                         | Isabella Elizabeth Montgomery          | sir Henry Montgomery, I baronetto     |  |  |       |  |  |                                       |  |  |                                       |  |
|                                        |                                         | Isabella Elizabeth Montgomery          | Sarah Mercer Grove                    |  |  |       |  |  |                                       |  |  |                                       |  |
| David Cecil, VI marchese di Exeter     |                                         | Isabella Elizabeth Montgomery          |                                       |  |  |       |  |  |                                       |  |  |                                       |  |
|                                        | William Orde-Powlett, III barone Bolton | Thomas Powlett Orde-Powlett            |                                       |  |  |       |  |  |                                       |  |  |                                       |  |
|                                        | William Orde-Powlett, III barone Bolton | Thomas Powlett Orde-Powlett            |                                       |  |  |       |  |  |                                       |  |  |                                       |  |
|                                        | William Orde-Powlett, III barone Bolton | Letitia O'Brien                        |                                       |  |  |       |  |  |                                       |  |  |                                       |  |
| William Orde-Powlett, IV barone Bolton | William Orde-Powlett, III barone Bolton |                                        |                                       |  |  |       |  |  |                                       |  |  |                                       |  |
|                                        |                                         | Letitia Crawfurd                       | Robert Crawfurd                       |  |  |       |  |  |                                       |  |  |                                       |  |
|                                        |                                         | Letitia Crawfurd                       | Robert Crawfurd                       |  |  |       |  |  |                                       |  |  |                                       |  |
|                                        |                                         | Letitia Crawfurd                       | …                                     |  |  |       |  |  |                                       |  |  |                                       |  |
| Myra Orde-Powlett                      |                                         | Letitia Crawfurd                       |                                       |  |  |       |  |  |                                       |  |  |                                       |  |
|                                        |                                         | Richard Lumley, IX conte di Scarbrough | Frederick Lumley                      |  |  |       |  |  |                                       |  |  |                                       |  |
|                                        |                                         | Richard Lumley, IX conte di Scarbrough | Frederick Lumley                      |  |  |       |  |  |                                       |  |  |                                       |  |
|                                        |                                         | Richard Lumley, IX conte di Scarbrough | Charlotte Mary Beresford              |  |  |       |  |  |                                       |  |  |                                       |  |
| lady Algitha Lumley                    |                                         | Richard Lumley, IX conte di Scarbrough |                                       |  |  |       |  |  |                                       |  |  |                                       |  |
|                                        |                                         | Frederica Drummond                     | Andrew Drummond                       |  |  |       |  |  |                                       |  |  |                                       |  |
|                                        |                                         | Frederica Drummond                     | Andrew Drummond                       |  |  |       |  |  |                                       |  |  |                                       |  |
|                                        |                                         | Frederica Drummond                     | lady Elizabeth Frederica Manners      |  |  |       |  |  |                                       |  |  |                                       |  |
|                                        |                                         | Frederica Drummond                     |                                       |  |  |       |  |  |                                       |  |  |                                       |  |